# 1980-as magyar teniszbajnokság
Az 1980-as magyar teniszbajnokság a nyolcvanegyedik magyar bajnokság volt. A bajnokságot szeptember 1. és 7. között rendezték meg Budapesten, a Dózsa margitszigeti teniszstadionjában.

## Eredmények
| Versenyszám  | Arany                                       | Arany | Ezüst                                           | Ezüst | Bronz                                                                                | Bronz |
| ------------ | ------------------------------------------- | ----- | ----------------------------------------------- | ----- | ------------------------------------------------------------------------------------ | ----- |
| Férfi egyéni | Benyik János Újpesti Dózsa                  |       | Csépai Ferenc MTK-VM                            |       | Baranyi Szabolcs Újpesti Dózsa                                                       |       |
| Női egyéni   | Rózsavölgyi Éva Újpesti Dózsa               |       | Fridenzi Éva Újpesti Dózsa                      |       | Temesvári Andrea Bp. Spartacus                                                       |       |
| Férfi páros  | Benyik János, Sziráki László Újpesti Dózsa  |       | Csépai Ferenc, Lázár Vilmos MTK-VM              |       | Baranyi Szabolcs, Bánhidi Károly Újpesti DózsaSzőke Péter, Szőcsik András MTK-VM     |       |
| Női páros    | Rózsavölgyi Éva, Turi Zsuzsa Újpesti Dózsa  |       | Fagyas Katalin, Szabó Éva Vasas SC, Haladás VSE |       | Szörényi Angéla, Fodor Klára BSEBudai Judit, Kavisánszky Mária Bp. Honvéd, BSE       |       |
| Vegyes páros | Benyik János, Rózsavölgyi Éva Újpesti Dózsa |       | Csoknyai Bertalan, Balogh Betty Bp. Spartacus   |       | Tarján István, Temesvári Andrea Bp. SpartacusGuti János, Ritecz Andrea Bp. Spartacus |       |